# Tir als Jocs Olímpics d'Estiu de 1920
Als Jocs Olímpics de 1920 celebrats a la ciutat d'Anvers (Bèlgica) es disputaren 21 proves de tir olímpic, totes elles en categoria masculina. Les proves es realitzaren entre els dies 22 de juliol i 3 d'agost de 1920 al Polígon de Brasschaet-Beverloo.

## Participants
Un total de 234 tiradors de 18 nacions van prendre part en les diferents proves de tir dels Jocs d'Anvers:
| - Bèlgica (29) - Brasil (5) - Canadà (7) - Dinamarca (15) - Espanya (7) - Estats Units (29) - Finlàndia (9) - França (17) - Regne Unit (7) | - Grècia (9) - Itàlia (10) - Països Baixos (15) - Noruega (16) - Portugal (5) - Sud-àfrica (7) - Suècia (28) - Suïssa (15) - Txecoslovàquia (8) |

## Resum de medalles
| Prova                                                          | Or | Argent | Bronze |
| Pistola militar 30 m detalls                                   | Guilherme Paraense                                                                                       | Raymond Bracken                                                                                               | Fritz Zulauf                                                                                              |
| Pistola militar, 30 m per equips detalls                       | Estats UnitsKarl Frederick · Louis Harant · Michael Kelly · Alfred Lane · James Snook                    | Grècia Geórgios Moraitinis · Iason Sappas · Alexandros Theofilakis · Ioannis Theofilakis · A. Vrasivanopoulos | SuïssaGustave Amoudruz · Hans Egli · Domenico Giambonini · Joseph Jehle · Fritz Zulauf                    |
| Pistola lliure, 50 m detalls                                   | Karl Frederick                                                                                           | Afrânio da Costa                                                                                              | Alfred Lane                                                                                               |
| Pistola lliure, 50 m per equips detalls                        | Estats UnitsRaymond Bracken · Karl Frederick · Michael Kelly · Alfred Lane · James Snook                 | SuèciaAnders Andersson · Gunnar Gabrielsson · Sigvard Hultcrantz · Anders Johnson · Casimir Reuterskiöld      | BrasilDario Barbosa · Afrânio da Costa · Guilherme Paraense · Fernando Soledade · Sebastião Wolf          |
| Carrabina, 50 metres detalls                                   | Lawrence Nuesslein                                                                                       | Arthur Rothrock                                                                                               | Dennis Fenton                                                                                             |
| Carrabina, 50 metres per equips detalls                        | Estats UnitsDennis Fenton · Willis A. Lee · Lawrence Nuesslein · Arthur Rothrock · Oliver Schriver       | SuèciaOscar Eriksson · Sigvard Hultcrantz · Leon Lagerlöf · Erik Ohlsson · Ragnar Stare                       | NoruegaAlbert Helgerud · Sigvart Johansen · Anton Olsen · Østen Østensen · Olaf Sletten                   |
| Rifle lliure 300 metres, 3 posicions detalls                   | Morris Fisher                                                                                            | Niels Larsen                                                                                                  | Østen Østensen                                                                                            |
| Rifle lliure 300 metres, 3 posicions per equips detalls        | Estats UnitsDennis Fenton · Morris Fisher · Willis A. Lee · Carl Osburn · Lloyd Spooner                  | NoruegaAlbert Helgerud · Otto Olsen · Østen Østensen · Gudbrand Skatteboe · Olaf Sletten                      | SuïssaGustave Amoudruz · Ulrich Fahrner · Fritz Kuchen · Werner Schneeberger · Bernhard Siegenthaler      |
| Rifle militar 300 metres, bocaterrosa detalls                  | Otto Olsen                                                                                               | Léon Johnson                                                                                                  | Fritz Kuchen                                                                                              |
| Rifle militar 300 metres, bocaterrosa per equips detalls       | Estats UnitsMorris Fisher · Joseph Jackson · Willis A. Lee · Carl Osburn · Lloyd Spooner                 | FrançaLéon Johnson · André Parmentier · Achille Paroche · Georges Roes · Émile Rumeau                         | FinlàndiaVoitto Kolho · Kalle Lappalainen · Veli Nieminen · Vilho Vauhkonen · Karl Magnus Wegelius        |
| Rifle militar 300 metres, drets detalls                        | Carl Osburn                                                                                              | Lars Jørgen Madsen                                                                                            | Lawrence Nuesslein                                                                                        |
| Rifle militar 300 metres, drets per equips detalls             | DinamarcaNiels Larsen · Lars Jørgen Madsen · Anders Peter Nielsen · Anders Petersen · Erik Sætter-Lassen | Estats UnitsThomas Brown · Willis A. Lee · Lawrence Nuesslein · Carl Osburn · Lloyd Spooner                   | SuèciaOlle Ericsson · Mauritz Eriksson · Walfrid Hellman · Hugo Johansson · Leon Lagerlöf                 |
| Rifle militar 600 metres detalls                               | Hugo Johansson                                                                                           | Mauritz Eriksson                                                                                              | Lloyd Spooner                                                                                             |
| Rifle militar 600 metres per equips detalls                    | Estats UnitsDennis Fenton · Joseph Jackson · Willis A. Lee · Oliver Schriver · Lloyd Spooner             | Sud-àfricaRobert Bodley Ferdinand Buchanan George Harvey Fred Morgan David Smith                              | SuèciaErik Blomqvist · Mauritz Eriksson · Hugo Johansson · Gustaf Adolf Jonsson · Erik Ohlsson            |
| Rifle militar 300 i 600 metres, bocaterrosa per equips detalls | Estats UnitsJoseph Jackson · Willis A. Lee · Carl Osburn · Oliver Schriver · Lloyd Spooner               | NoruegaAlbert Helgerud · Otto Olsen · Jacob Onsrud · Østen Østensen · Olaf Sletten                            | SuïssaEugen Addor · Joseph Jehle · Fritz Kuchen · Werner Schneeberger · Weibel                            |
| Tir al cérvol, tret simple detalls                             | Otto Olsen                                                                                               | Alfred Swahn                                                                                                  | Harald Natvig                                                                                             |
| Tir al cérvol, tret simple per equips detalls                  | NoruegaEinar Liberg · Ole Lilloe-Olsen · Harald Natvig · Hans Nordvik · Otto Olsen                       | FinlàndiaYrjö Kolho · Kalle Lappalainen · Toivo Tikkanen · Nestori Toivonen · Karl Magnus Wegelius            | Estats UnitsThomas Brown · Willis A. Lee · Lawrence Nuesslein · Carl Osburn · Lloyd Spooner               |
| Tir al cérvol, doble tret detalls                              | Ole Lilloe-Olsen                                                                                         | Fredric Landelius                                                                                             | Einar Liberg                                                                                              |
| Tir al cérvol, doble tret per equips detalls                   | NoruegaThorstein Johansen · Einar Liberg · Ole Lilloe-Olsen · Harald Natvig · Hans Nordvik               | SuèciaEdward Benedicks · Bengt Lagercrantz · Fredric Landelius · Alfred Swahn · Oscar Swahn                   | FinlàndiaYrjö Kolho · Toivo Tikkanen · Nestori Toivonen · Vilho Vauhkonen · Karl Magnus Wegelius          |
| Fossa Olímpica detalls                                         | Mark Arie                                                                                                | Frank Troeh                                                                                                   | Frank Wright                                                                                              |
| Fossa Olímpica per equips detalls                              | Estats UnitsMark Arie · Horace Bonser · Jay Clark · Forest McNeir · Frank Troeh · Frank Wright           | BèlgicaAlbert Bosquet · Joseph Cogels · Émile Dupont · Edouard Fesinger · Henri Quersin · Louis Van Tilt      | SuèciaPer Kinde · Fredric Landelius · Erik Lundquist · Karl Richter · Erik Sökjer-Petersén · Alfred Swahn |

## Medaller
| Posició | País         | Or | Argent | Bronze | Total |
| 1       | Estats Units | 13 | 4      | 6      | 23    |
| 2       | Noruega      | 5  | 2      | 4      | 11    |
| 3       | Suècia       | 1  | 6      | 3      | 10    |
| 4       | Dinamarca    | 1  | 2      | 0      | 3     |
| 5       | Brasil       | 1  | 1      | 1      | 3     |
| 6       | França       | 0  | 2      | 0      | 2     |
| 7       | Finlàndia    | 0  | 1      | 2      | 3     |
| 8       | Bèlgica      | 0  | 1      | 0      | 1     |
| 8       | Grècia       | 0  | 1      | 0      | 1     |
| 8       | Sud-àfrica   | 0  | 1      | 0      | 1     |
| 11      | Suïssa       | 0  | 0      | 5      | 5     |